# 동아여자중학교
동아여자중학교(東亞女子中學校)는 대한민국 광주광역시 남구 봉선동에 위치한 사립 중학교이다.

## 학교 연혁
- 1982년 4월 19일 : 학교법인 남앙학원 설립인가
- 1982년 4월 19일 : 설립자 겸 이사장 낭암 차행렬 선생 취임
- 1983년 2월 28일 : 동아여자중학교 교사 준공
- 1983년 3월 1일 : 초대 교장 이현중 선생 취임
- 1983년 3월 7일 : 제1회 입학식(596명)
- 2021년 11월 16일 : 이사장 고향숙 선생 취임
- 2023년 1월 6일 : 제38회 졸업식(졸업생 166명, 총 14,621명)
- 2023년 3월 1일 : 제11대 교장 오광섭 선생 취임
- 2023년 3월 2일 : 2023학년도 입학식(6학급 164명)

## 참고 자료
- 동아여자중학교 - 한국교육학술정보원 학교알리미